# Wetlands International
Wetlands International (Международные водно-болотные угодья) — международная неправительственная организация, ставящая своей целью сохранение и восстановление водно-болотных угодий, их биоразнообразия и природных ресурсов на основе развития научных исследований и природоохранной деятельности во всем мире. Образована в 1995 году. Штаб-квартира находится в городе Вагенинген (Нидерланды).